# Noorderkanaal (Verenigd Koninkrijk)
Het Noorderkanaal of Noordkanaal (Engels: North Channel) is een zeestraat grenzend aan de Ierse Zee in het zuiden en de Atlantische Oceaan in het noordwesten. De zeestraat tussen Ierland en Groot-Brittannië heeft vele veerdiensten.
Op het smalste punt (tussen Mull of Kintyre en Fair Head bij Ballycastle) is het Noorderkanaal 20.9 km (13 mijl) breed. Tussen de Noord-Ierse kust oostelijk van Bangor en Stranraer bedraagt de afstand ongeveer 40 km.